# 伊戈尔·季霍诺维奇·米先科
伊戈尔·季霍诺维奇·米先科（俄语：Игорь Тихонович Мищенко，1937年7月30日—2020年6月21日），俄罗斯石油工作者，俄罗斯国立石油天然气大学教授。

## 生平
1937年7月30日生于乌法。1956年毕业于乌法地质勘探学院，1961年毕业于乌法石油学院。1962年至1965年在莫斯科石油天然气工业学院研究生院深造。1965年至1967年 任乌法石油学院讲师。1967年后在莫斯科石油天然气工业学院任教。1984年获技术科学全博士学位。1985年晋升教授。1989年至2012年，长期担任俄罗斯国立石油天然气大学油气开发学院院长。长期从事凝析气井沉积物开采问题的研究。1996年当选俄罗斯自然科学院院士。1997年获俄罗斯联邦功勋科学工作者称号。1997年和2008年两次获得俄罗斯联邦政府奖。2020年6月21日逝世。